# Matanza de los Inocentes

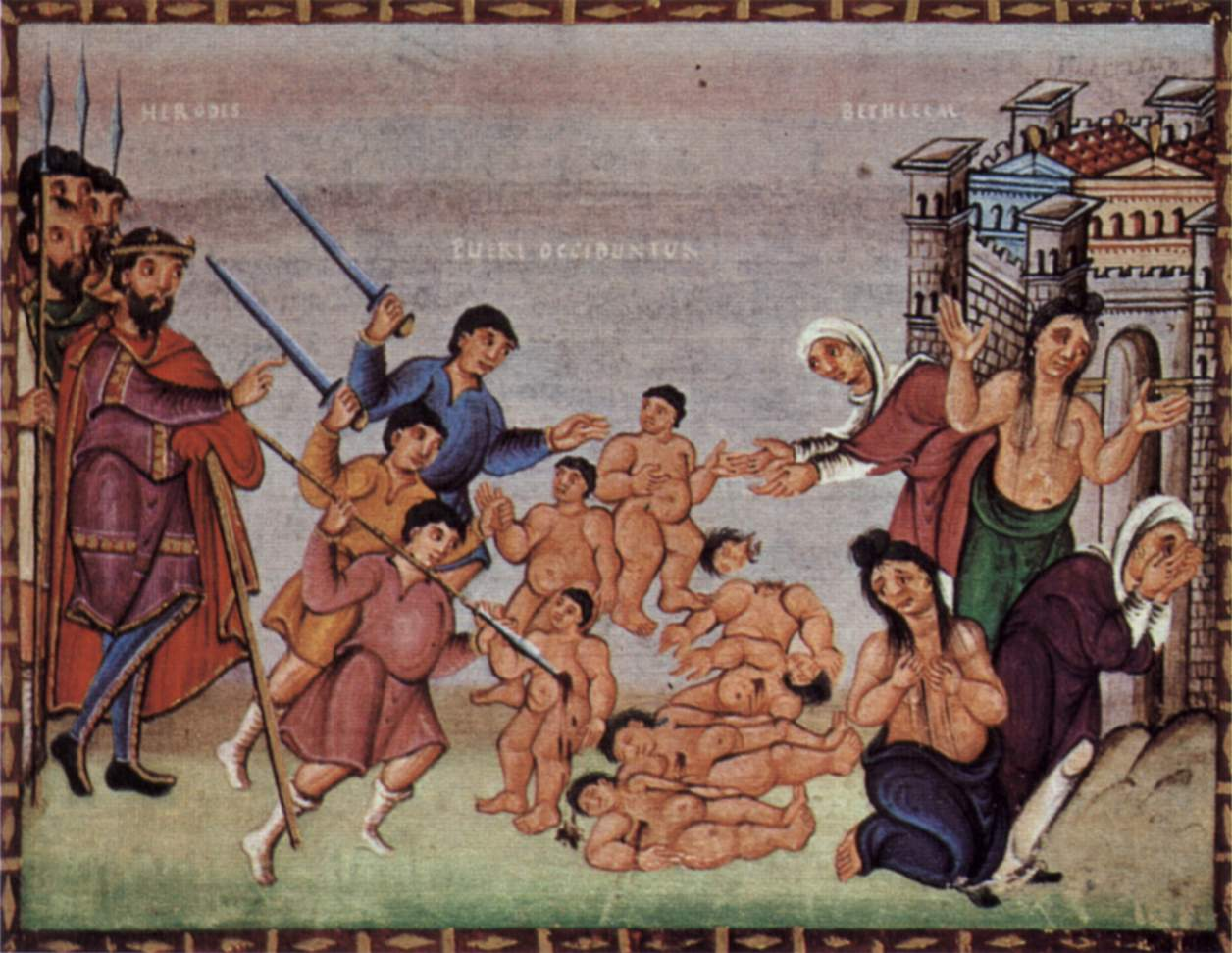
El degüello de los inocentes, según un manuscrito del siglo X.

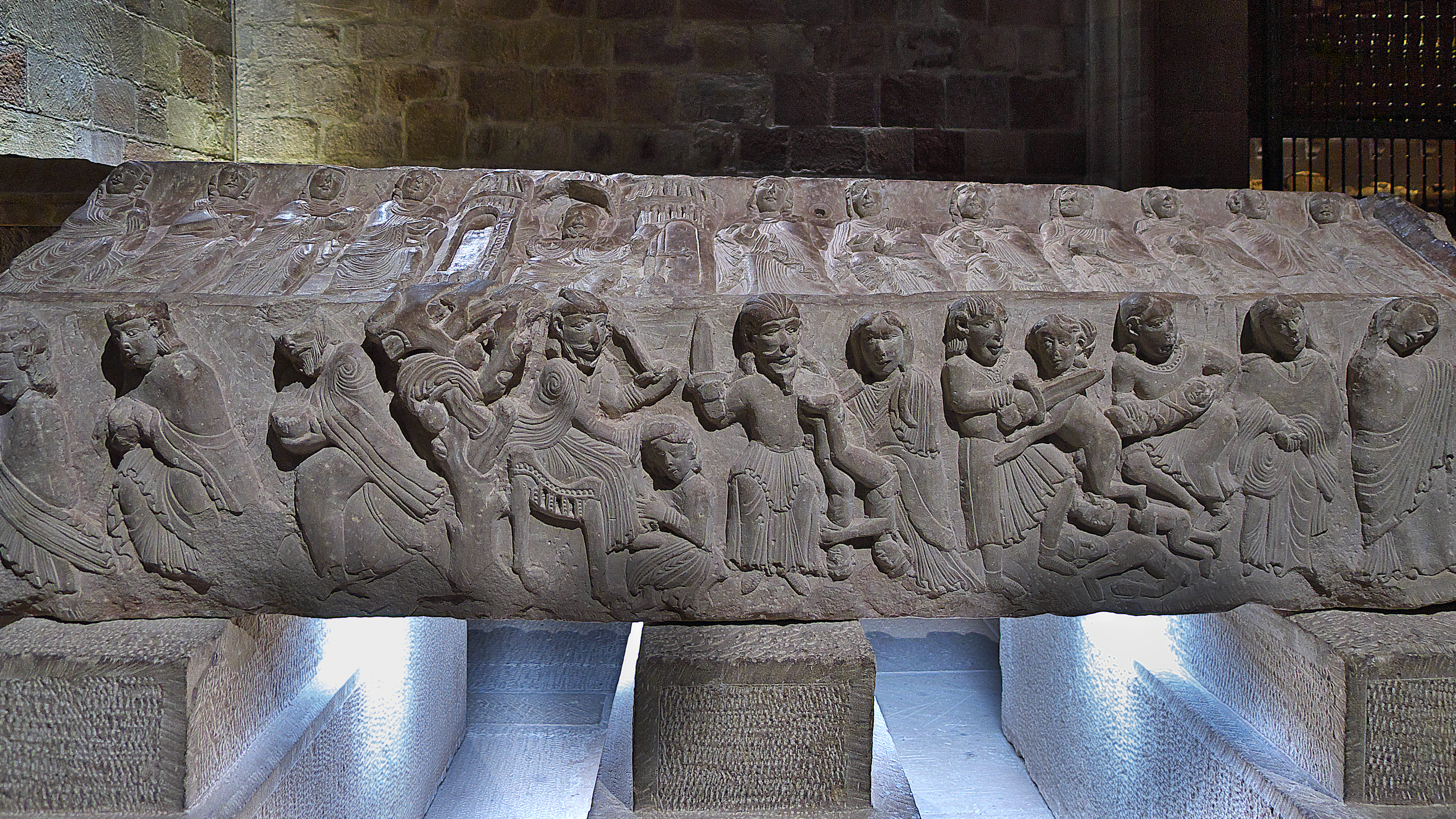
Sarcófago de Blanca Garcés de Navarra, en el que se representa una escena de la matanza de los Inocentes.

La matanza de los Inocentes es un episodio relatado en el Nuevo Testamento con carácter singular: de los cuatro evangelios canónicos, el único que lo relata es el Evangelio de Mateo (Mt 2, 16-18). Si bien se presenta nuevamente en los evangelios apócrifos, como el Protoevangelio de Santiago y en el Evangelio armenio de la infancia.
El relato trata sobre la orden dada por Herodes I el Grande de ejecutar a los niños nacidos en Belén menores de dos años. Según el pasaje de Mateo, Herodes dio esta orden al verse engañado por los sabios del oriente que habían prometido proporcionarle el lugar exacto del nacimiento de Jesús. Mateo dice que este acontecimiento cumple con la profecía de Jeremías (Jer 31, 15).

Entonces Herodes, al ver que había sido burlado por los magos, se enfureció terriblemente y envió a matar a todos los niños de Belén y de toda su comarca, de dos años para abajo, según el tiempo que había precisado por los magos. Entonces se cumplió el oráculo del profeta Jeremías:  «Un clamor se ha oído en Ramá, mucho llanto y lamento: es Raquel que llora a sus hijos, y no quiere consolarse, porque ya no existen.»
Evangelio de Mateo 2, 16-18

En el Protoevangelio de Santiago se narra que Herodes buscaba al hijo del sacerdote Zacarías, al que suponía el potencial rey. Pero el niño había sido escondido por su madre Isabel en una cueva. Según este libro apócrifo, el futuro Juan el Bautista habría sido la causa real de la inquina de Herodes.

Y Herodes buscaba a Juan, y envió sus servidores a Zacarías, diciendo: ¿Dónde has escondido a tu hijo? Y él repuso: Soy servidor de Dios, permanezco constantemente en el templo del Señor, e ignoro dónde mi hijo está. Y los servidores se marcharon del templo, y anunciaron todo esto a Herodes. Y Herodes, irritado, dijo: Su hijo debe un día reinar sobre Israel.

El relato evangélico inspiró numerosas obras artísticas, en particular en la pintura y escultura, y su difusión en la cultura universal tornó la figura de Herodes en el arquetipo de los opresores, que no dudan en cometer crímenes —incluso el asesinato múltiple de víctimas indefensas— por miedo a perder el poder.

## Análisis de su historicidad y significado

### Interpretación de la Iglesia católica
El episodio de los inocentes refleja la brutalidad de Herodes. El relato encaja perfectamente en la larga lista de crueldades de Herodes. La Iglesia católica venera a los niños inocentes como mártires de Cristo: 

Los niños, sin saberlo, mueren por Cristo; los padres hacen duelo por los mártires que mueren. Cristo ha hecho dignos testigos suyos a los que todavía no podían hablar. He aquí de qué manera reina el que ha venido para reinar. He aquí que el liberador concede la libertad, y el salvador la salvación. (…) ¡Oh gran don de la gracia! ¿De quién son los merecimientos para que así triunfen los niños? Todavía no hablan, y ya confiesan a Cristo. Todavía no pueden entablar batalla valiéndose de sus propios miembros, y ya consiguen la palma de la victoria»

En continuidad con la acción de los inocentes que proclamaron la gloria del Señor, no de palabra sino con la muerte —non loquendo, sed moriendo—, la oración de la Iglesia invita a «testimoniar con nuestra vida la fe que confesamos de palabra». Raquel era la esposa predilecta del patriarca Jacob y madre de Benjamín y de José; éste, a su vez, era el padre de Efraím y Manasés. Según el libro del Génesis, Raquel murió cerca de Belén y allí la enterró Jacob. Jeremías, citado por Mateo, se refiere a los cautivos de Efraím y Manasés, que, tras la destrucción de Jerusalén el 587 a.C., esperan en los campos de concentración de Ramá la marcha a sus lugares de destierro. Pero el texto entero de Jeremías es un oráculo de consuelo: anuncia que, detrás de la desgracia del destierro, se esconde un nuevo favor de Dios, que restaurará al pueblo y hará con él una Nueva Alianza, interior y definitiva.
De modo semejante, Mateo ve detrás de la desgracia de la persecución del Niño y la muerte de los inocentes el cumplimiento del designio de Dios en la formación del nuevo pueblo a través de Jesús.

### Otras interpretaciones
El trágico episodio de los inocentes no se menciona en ningún otro escrito, canónico o profano; esto suscita serios problemas sobre el carácter histórico del incidente. Raymond Edward Brown indicó que el historiador judío Josefo no aludió a la matanza de niños en Belén, a pesar de haber documentado minuciosamente los hechos brutales cometidos por Herodes I el Grande en los últimos años de su vida. Si se tratase de un hecho histórico, la matanza no fue lo bastante notoria como para que llegara a oídos de Josefo quien, si la hubiera conocido, la habría mencionado dado su interés por denigrar a Herodes.
La brutalidad del episodio está en armonía con el carácter de Herodes, tal como Josefo lo describió (Antigüedades judías, 15.3, 3 § 53-56). Josefo presentó a Herodes como un ser patológicamente celoso de su poder: varios de sus familiares fueron asesinados por orden suya, ya que sospechaba que trataban de suplantarlo. No cabe duda de que Josefo quiso describir a Herodes con los tintes más oscuros que le fue posible, y resulta difícil de explicar la ausencia de la matanza de Belén en Josefo, excepto suponiendo que no tuviera noticia alguna de ella. En consecuencia, habría que tomar en consideración la posibilidad de que los incidentes del capítulo 2 del Evangelio de Mateo sean una presentación simbólica de la mesianidad regia de Jesús, a la que se oponen los poderes seculares. La oposición a Jesús terminaría por lograr sus fines con su pasión y muerte.
Antonio Piñero señaló que muchos estudiosos dudan de la «historicidad» del relato en el sentido moderno del término, y que se suele considerar una reelaboración de otras narraciones del Antiguo Testamento.

Herodes que busca cómo liquidar a Jesús y la matanza de los inocentes sería una aplicación a los tiempos primeros de Jesús de la historia del malvado Faraón que quiso acabar con Moisés niño y que mataba a los recién nacidos varones de los israelitas (Éxodo 2 y siguientes). [...] No hay que extrañarse de este procedimiento para nosotros hoy tan singular que se ha denominado «historia teológica»: existían en la Antigüedad muchos modelos y precedentes para ello. Una vez que pasados los años se conocía la grandeza de tal o cual personaje, se confeccionaba a base de tradiciones más o menos fiables, o incluso de leyendas, una historia de su nacimiento en la que se ponían de relieve las circunstancias prodigiosas, maravillosas, divinas, del tal nacimiento. Así ocurrió con el rey persa Ciro (narración compuesta por Heródoto), con Alejandro Magno (por Plutarco), o con el filósofo, predicador ambulante y taumaturgo Apolonio de Tiana (por Filóstrato).
Antonio Piñero

En el Nuevo Comentario Bíblico San Jerónimo se señala que, si bien existe la posibilidad de que el relato no sea histórico, posee cierta verosimilitud y recuerda el decreto del faraón de matar a todos los primogénitos varones israelitas (Éxodo 1, 16), un clásico ejemplo del genocida abuso del poder. En el caso de que el relato sea histórico, el número de niños asesinados se puede estimar en unos veinte.
José María Cabodevilla sugirió el significado que este crimen pudo tener para Herodes I el Grande:

Pero los clamores de Raquel no llegaban a oídos de Herodes. Acababa de retirarse, presa de terrible enfermedad, a las caldas de Callirhoe, junto al Mar Muerto. Su corazón, además, no era sensible a clamores de esa naturaleza. ¿Qué podía importarle a él la muerte de veinte o treinta hijos de pastores sin nombre? La ejecutoria de su reinado se compone, sobre todo, de hazañas criminales. Apenas conquistó Jerusalén y se instaló allí como rey, ordenó matar a cuarenta y cinco partidarios de Antígono, su contendiente. Mató a su cuñado Aristóbulo, a los dos esposos de su hermana Salomé, a su propia suegra Alejandra, a su mujer Marianne, a sus hijos Alejandro y Aristóbulo. A sabiendas del terror y hostilidad que su persona despertaba, con el fin de evitar la alegría del pueblo en el momento de su muerte, ordenó a sus más íntimos colaboradores que, cuando él muriera, pasaran por las armas a incontables judíos ilustres que previamente habían sido concentrados en el hipódromo de Jericó.

¿Que suponía para este monarca, sanguinario como nadie, la sangre de treinta niños? Quizá verdaderamente supuso mucho. ¿Para bien o para mal? Los más sagaces historiadores, que quizá descubran aún nuevos crímenes a cuenta del famoso rey, no podrán jamás revelarnos los últimos minutos de aquella vida atroz [...]
José María Cabodevilla

## Simbolismo
En el relato evangélico, Herodes I el Grande es «el arquetipo de todos los sanguinarios» que no dudan en sacrificar a los indefensos. De allí proviene el sobrenombre por antonomasia de «inocentes».
Anselm Grün escribió que Herodes actuó por miedo: temía a Jesús niño a quien los magos de oriente designaron como el rey de los judíos recién nacido: «Al enterarse, el rey Herodes se sobresaltó y con él toda Jerusalén» (Mateo 2, 3). El poderoso tenía miedo de que lo nuevo pudiera quitarle poder: «Herodes tenía poder sobre la tierra y sobre los hombres. Pero éste no era la expresión de su fuerza interior, sino que estaba acuñado por el miedo. Por él, asesina cruelmente a todos sus rivales [...] Por su temor hace matar a todos los niños de hasta dos años de edad. Herodes está atrapado en su miedo. Y su política, la que él ejerce, es una política de miedo. Y así difunde por doquier a su alrededor únicamente terror. Los hombres que se aferran a su poder por miedo abusan del poder. Y solo pueden mantener su reinado al infundir miedo».

Herodes es el prototipo de todos los opresores que asesinan solo por miedo a perder un ápice de poder. En los inocentes de Belén vemos una realidad que siglo tras siglo, década tras década, empaña la historia de la Humanidad y se torna en rostros concretos, independientemente de las razas o religiones. La matanza de inocentes es una realidad que no podemos negar, de la misma forma que cada época ve surgir un nuevo faraón-Herodes que hace de la vida humana un objeto de trabajo, de libre uso o de placer, sobre el que decide según su conveniencia. Los santos inocentes están vivos hoy y siguen mostrando sus rostros perseguidos.
Pedro Ignacio Fraile Yécora

## Conmemoración
Ya en la segunda mitad del siglo IV se conmemoraba litúrgicamente a los santos inocentes como aparece en homilías de Gregorio Nacianceno, y de Gregorio de Nisa, en ambos casos vinculadas a la celebración de la Natividad. Entre finales del siglo IV y mediados del siglo V, la festividad se asoció además en Occidente (Roma, África) con Epifanía, relacionándola con la veneración de los magos. De allí se supone que en el siglo V se instituyó el culto propio a los santos inocentes: el Sacramentario leonino (ca. 485) ubicó la festividad junto a las de san Esteban y san Juan. La festividad terminó por fijarse en África y Roma para el 28 de diciembre, en tanto que los griegos la celebran el 29 de diciembre, los sirios y caldeos el 27 de diciembre, y en el rito mozárabe el 8 de enero.
Esas fechas no se relacionan al orden cronológico del hecho: en el rito romano, la festividad de los niños inocentes (considerados mártires por sangre solamente, sin que desearan el martirio) se celebra hoy dentro de la octava de Navidad, junto a la de Esteban el protomártir (mártir por voluntad-amor y dolor), y Juan el apóstol y evangelista (mártir por voluntad-amor, pero sin que el martirio ocurriera finalmente). Así lo explica Cabodevilla:

En los días consecutivos al nacimiento (Navidad) celebramos la memoria de los compañeros de Cristo: Esteban, mártir en el deseo y en la realidad; Juan, mártir en el deseo pero no en la realidad; los Santos Inocentes, mártires en la realidad, pero no en el deseo. No solo forman el más inmediato cortejo del Cordero degollado, sino que son sus cooperadores en la eficacia victimal.
José María Cabodevilla

Únicamente la Iglesia Católica llama «inocentes» a estos niños; en otros países latinos se los llama simplemente «infantes» y la fiesta tenía el título de Allisio infantium (Breviarium gothicum), Natale infantum, o Necatio infantum. Los armenios ubicaron la celebración de la festividad el lunes luego del segundo domingo de Pentecostés (Menología armenia, 11 de mayo), porque creen que los santos inocentes fueron masacrados quince semanas después del nacimiento de Jesucristo.

### Tradiciones medievales católicas
Desde la época de Carlomagno, Sicario de Belén era venerado en Brantôme como una de las supuestas víctimas de la Masacre.
En la Edad Media, especialmente al norte de los Alpes, el día era un festival de inversión que implicaba la inversión de roles entre niños y adultos como maestros y sacerdotes, con «niños obispos» presidiendo algunos servicios religiosos. Bonnie Blackburn y Leofranc Holford-Strevens sugieren que se trataba de una versión cristianizada de la fiesta anual romana de las Saturnales (en la que incluso los esclavos jugaban a ser "amos" durante un día). En algunas regiones, como la Inglaterra y la Francia medievales, se decía que era un día de mala suerte en el que no se debía empezar ningún proyecto nuevo.
Existía la costumbre medieval de abstenerse, en la medida de lo posible, de trabajar el día de la semana en que había caído la festividad del "Día de los Inocentes" durante todo el año siguiente hasta el siguiente Día de los Inocentes. Philippe de Commynes, ministro del rey Luis XI de Francia, cuenta en sus memorias cómo el rey observaba esta costumbre, y describe la inquietud que sintió cuando tuvo que informar al rey de una emergencia en ese día.

### Tradiciones contemporáneas en el cristianismo occidental
En denominaciones del cristianismo occidental, como el catolicismo y el luteranismo, algunos cristianos asisten a misa en Navidad para recordar el martirio de los Santos Inocentes.
En Inglaterra, la conmemoración se conoce como Childermas o Misa de los Niños en la que "los niños reciben una bendición; cantan en el coro y asumen otros papeles especiales en el servicio de la iglesia."
En España, Hispanoamérica y Filipinas, El 28 de diciembre sigue siendo un día para bromas, equivalente al Día de los Inocentes en muchos países. Las bromas también se conocen como inocentadas y sus víctimas se llaman inocentes; alternativamente, los bromistas son los inocentes y las víctimas no deben enfadarse con ellos, ya que no han podido cometer ningún pecado. Una de las más famosas de estas tradiciones es la fiesta anual "Fiesta de los enharinados" de Ibi en Alicante, donde los inocentes se visten completamente de militares e incitan a una pelea de harina.
En Trinidad y Tobago, los niños católicos hacen bendecir sus juguetes en una misa.

### Rito romano antes y después de 1955
En el Rito Romano anterior a 1955, una característica única de esta fiesta era el uso de elementos litúrgicos ordinariamente atribuidos a los días penitenciales -incluyendo vestiduras violetas, la omisión del Gloria, y la sustitución del Aleluya por un Tract en lugar del Aleluya- a menos que la fiesta cayera en domingo, en cuyo caso las rúbricas requerían que la fiesta se celebrara como en su día de octava, con vestiduras rojas, Gloria y Aleluya. La octava de esta fiesta fue suprimida por el papa Pío XII en 1955, y la fiesta se celebra ahora utilizando las características anteriormente atribuidas a su día octavo, una práctica reforzada por el Código de las rúbricas de 1960.

## En el arte
En el arte este tema es muy representado, tanto en escultura como en pintura. En el siglo V aparece en los mosaicos de la iglesia de Santa María la Mayor de Roma. En la Edad Media se representa a Herodes sentado en su trono y asistiendo a la matanza. A veces al fondo de la escena se ve el pasaje de la Huida a Egipto. En los siglos XV al XVII las representaciones en pintura son en extremo realistas. Entre los ejemplos pictóricos del siglo XV, podemos destacar el fresco titulado Strage degli Innocenti (Degollación de los Inocentes) pintado en la Iglesia-Basílica florentina de Santa Maria Novella, en la pared izquierda de la Capilla Tornabuoni, realizado por la bottega (taller) de Domenico Ghirlandaio (1485). Durante el siglo XVIII el asunto de la matanza de inocentes apenas si se trata.

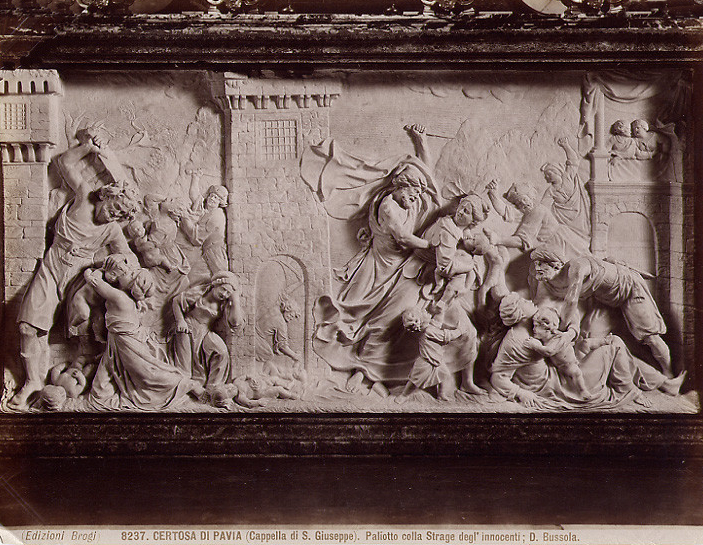
Antependium con bajorrelieve que representa la Masacre de los inocentes, obra de Dionigi Bussola, ubicada en la Capilla de san José, en la Cartuja de Pavía.

### En la pintura
- Matanza de los Inocentes por Bruegels. Varias versiones de The Massacre of the Innocents fueron pintadas por Pieter Brueghel el Viejo (c. 1565–67) y su hijo Pieter Brueghel el Joven (durante el siglo XVII).
- Matanza de los inocentes por Guido Reni, created in 1611 for the Basilica of San Domenico in Bologna, but now in the Pinacoteca Nazionale in that city
- Two versions by Peter Paul Rubens, painted in 1611–1612 and 1636–1638
- The Massacre of the Innocents by Nicolas Poussin, painted between 1625 and 1632
- Massacre of the Innocents by Matteo di Giovanni

## Gallería

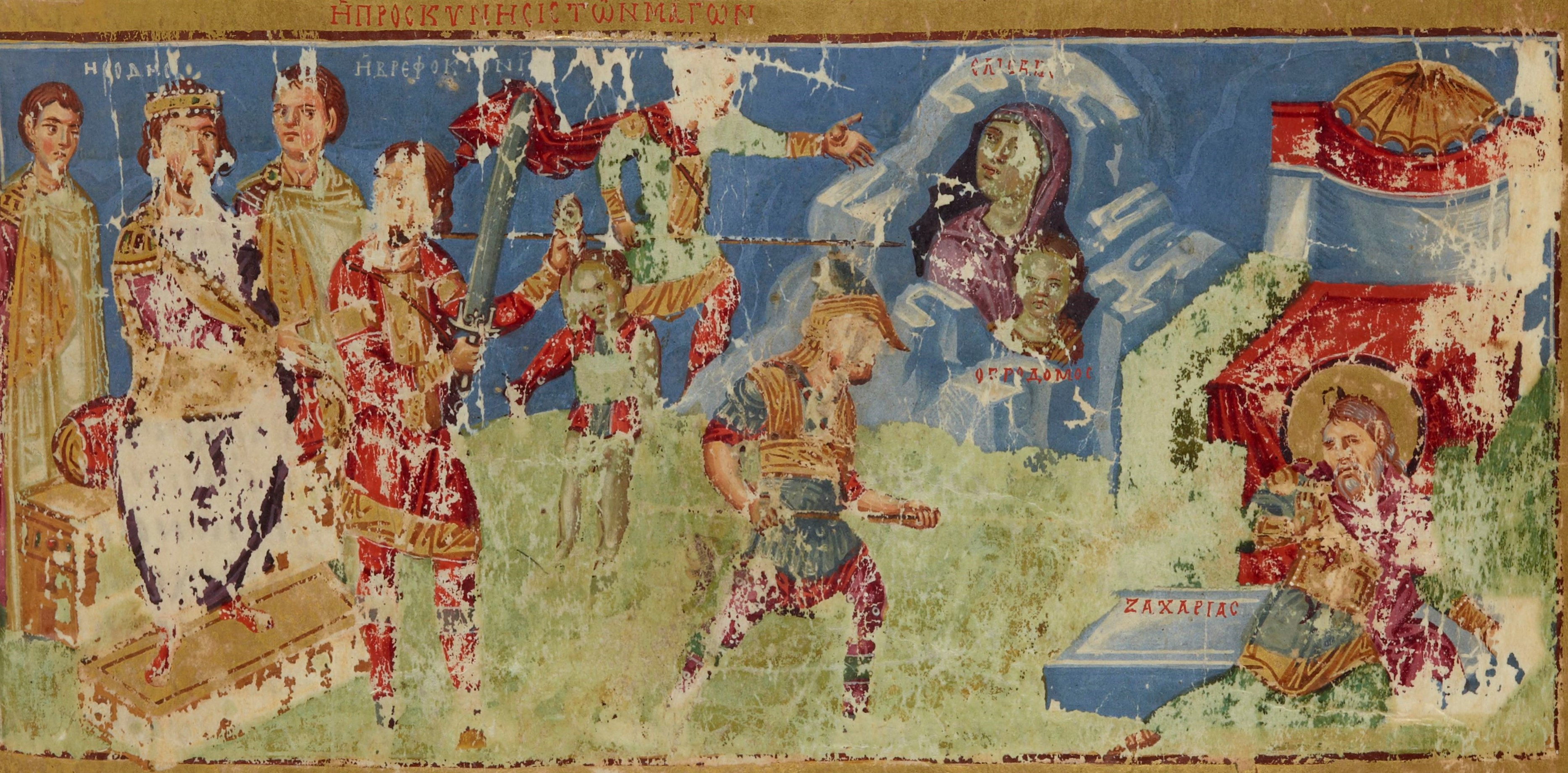
Herodes ordena la masacre de los inocentes; la huida de Isabel; el martirio de Zacarías
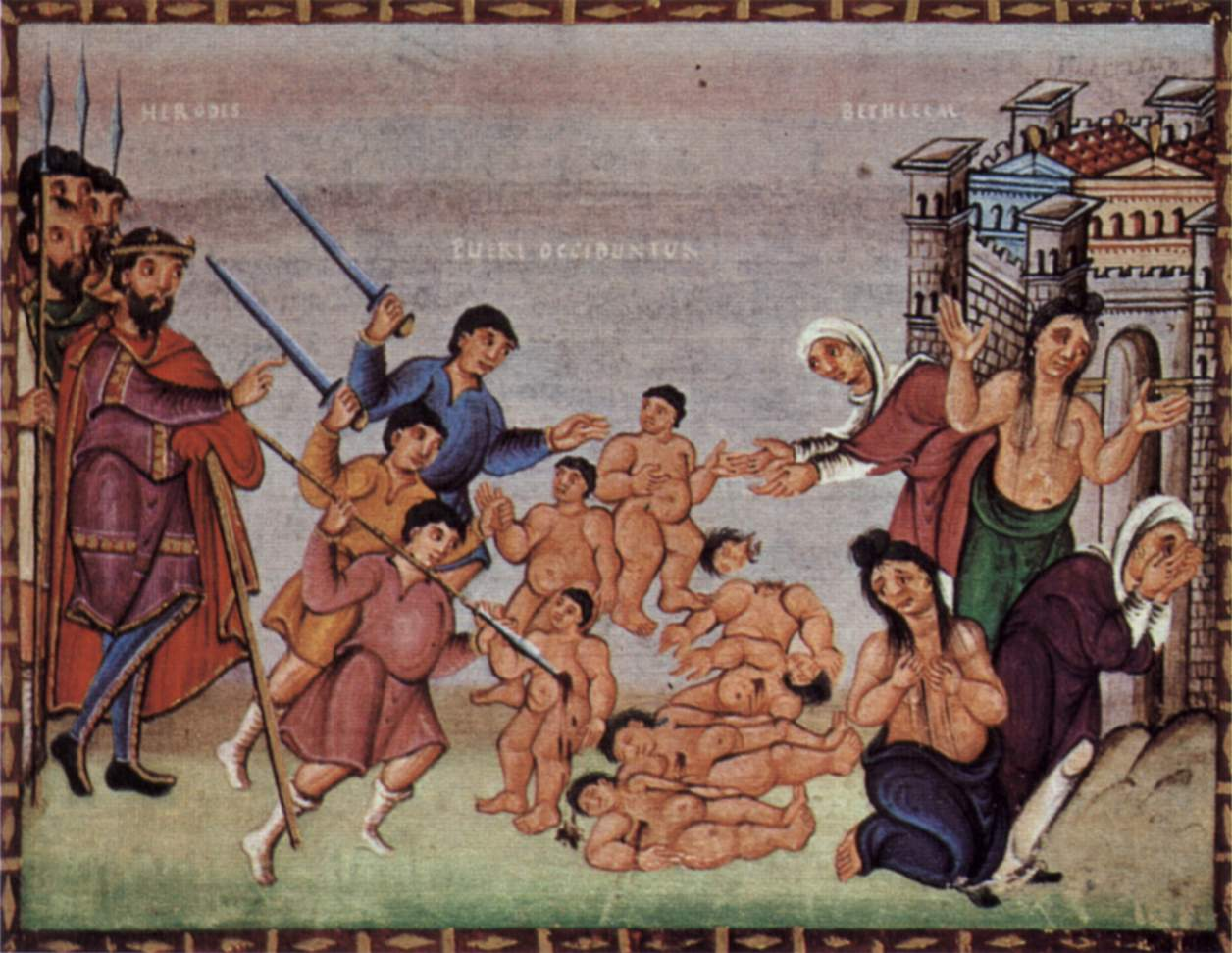
manuscrito iluminado del siglo X
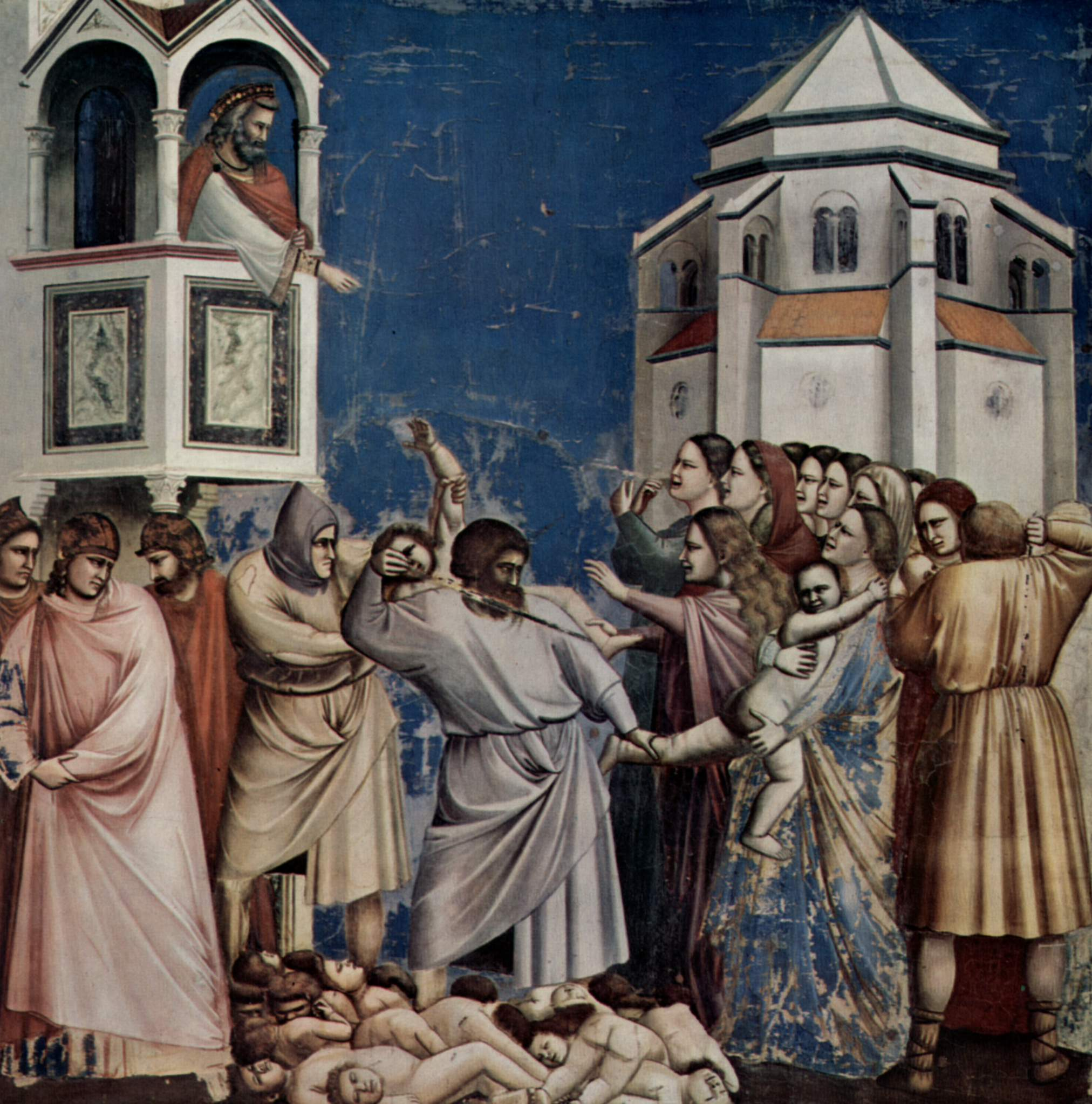
Giotto, Masacre de los Inocentes
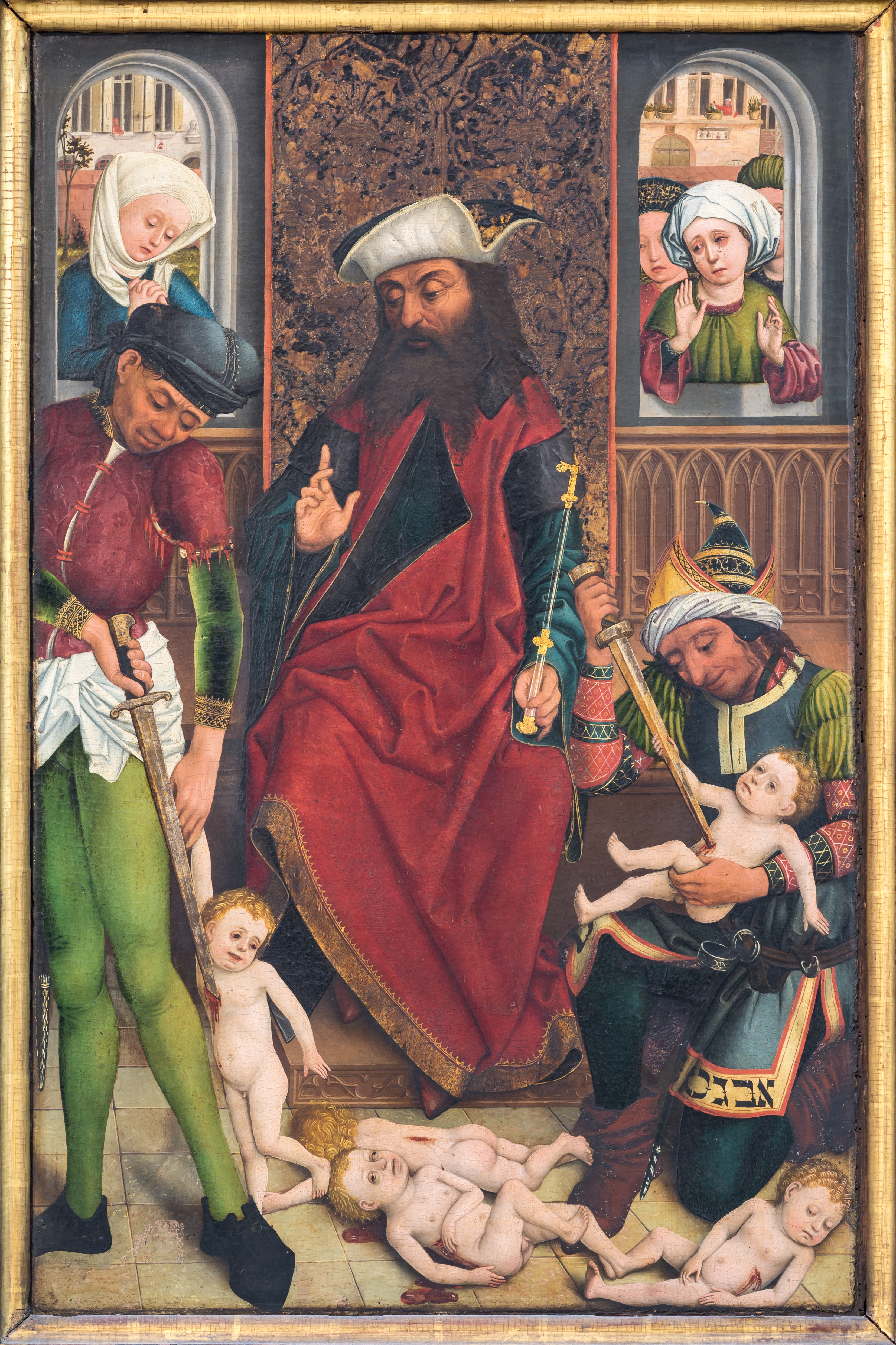
Panel del Dreikönigsaltar de Hans Pleydenwurff 1460-1465
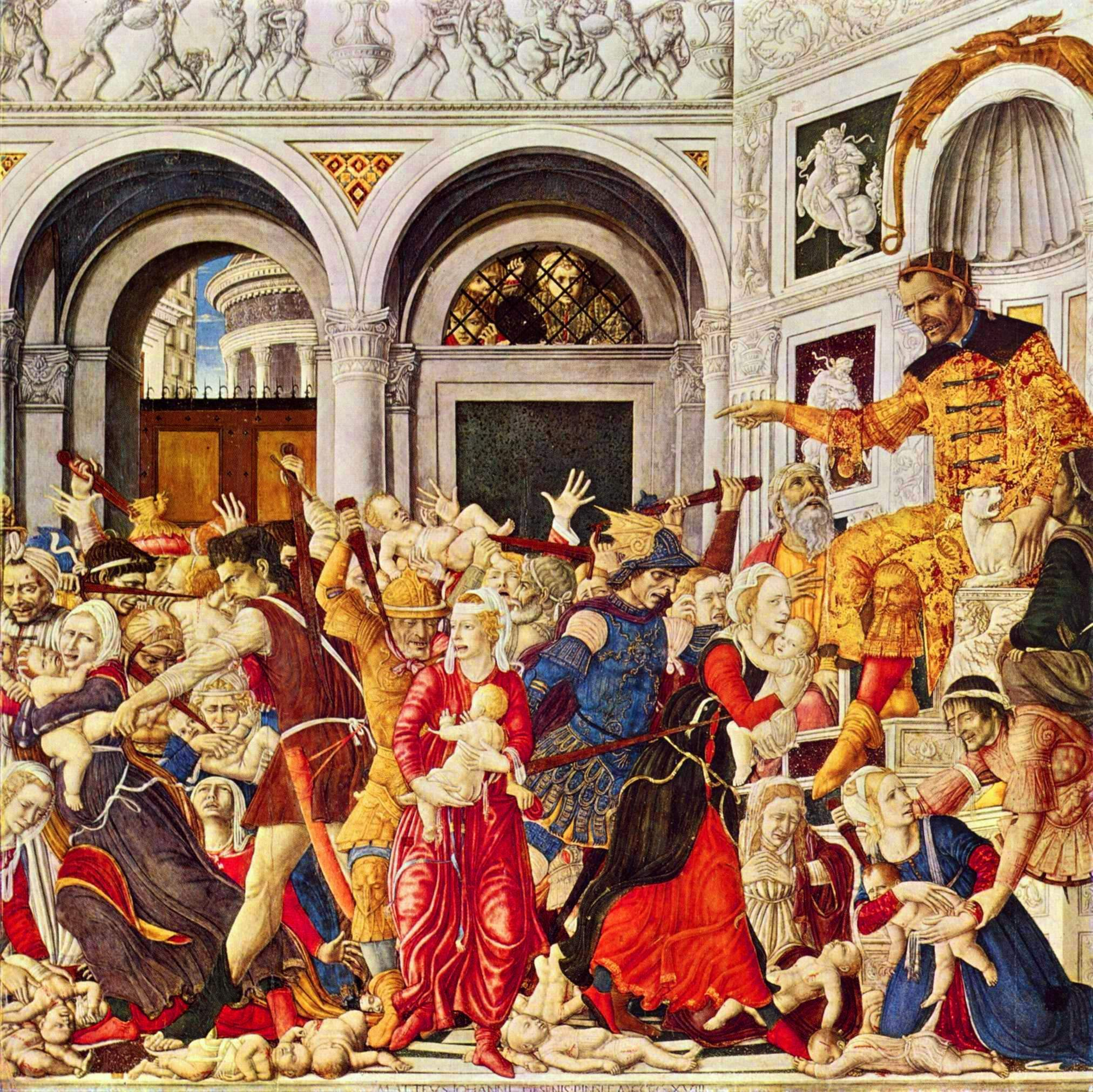
The Massacre of the Innocents at Bethlehem, by Matteo di Giovanni
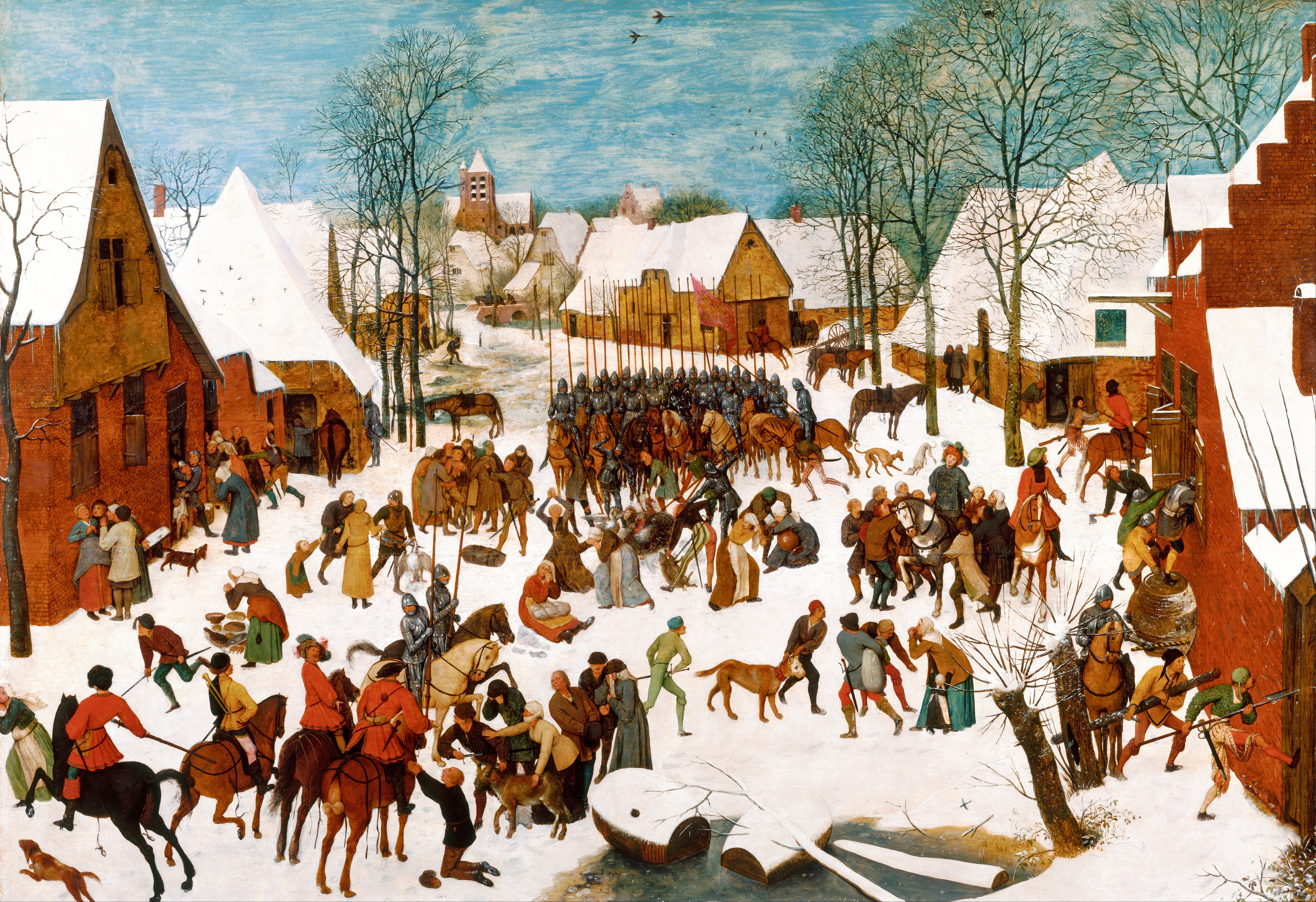
Pieter Brueghel el Viejo, Masacre de los Inocentes
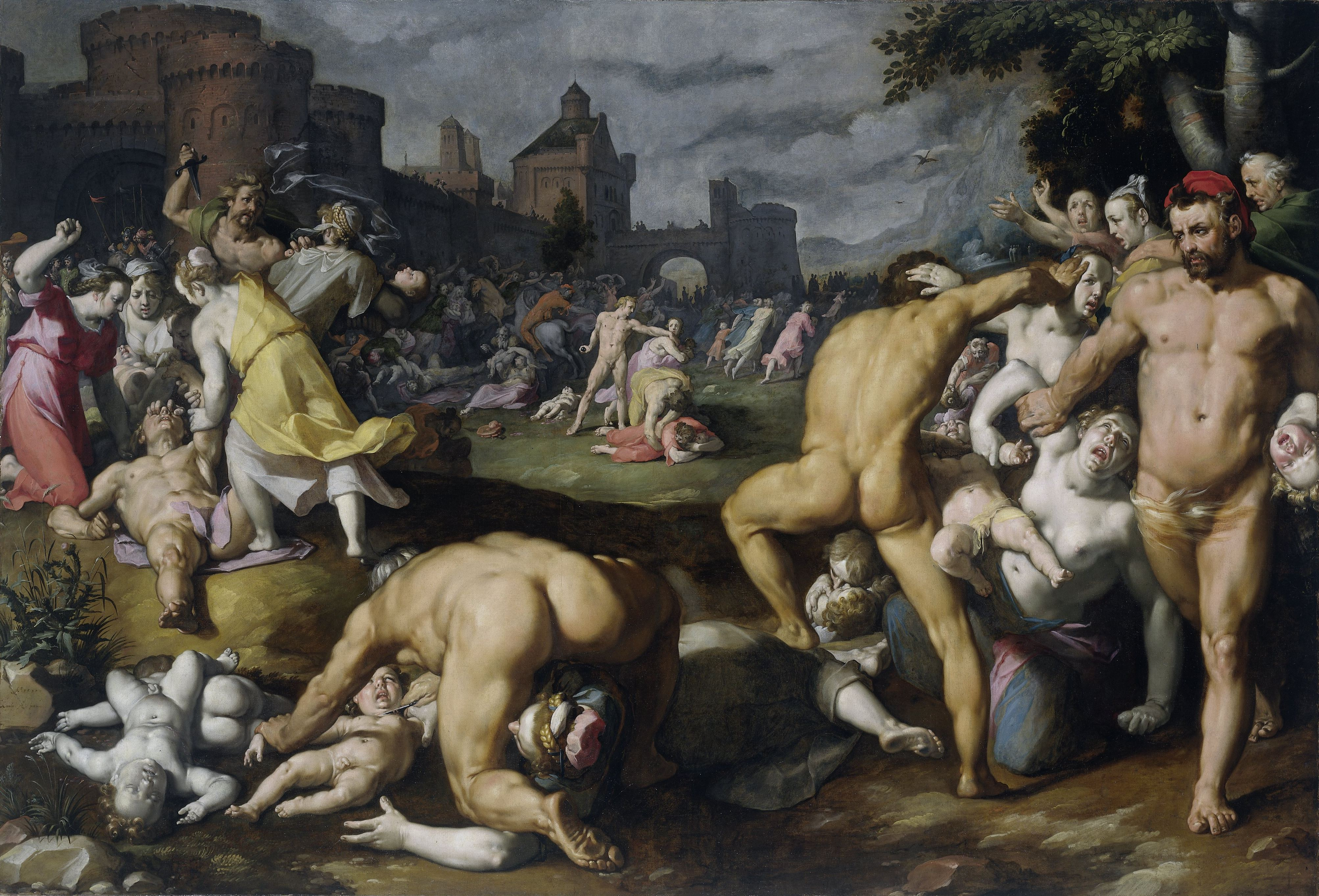
Cornelis van Haarlem, Masacre de los inocentes, 1590, Rijksmuseum
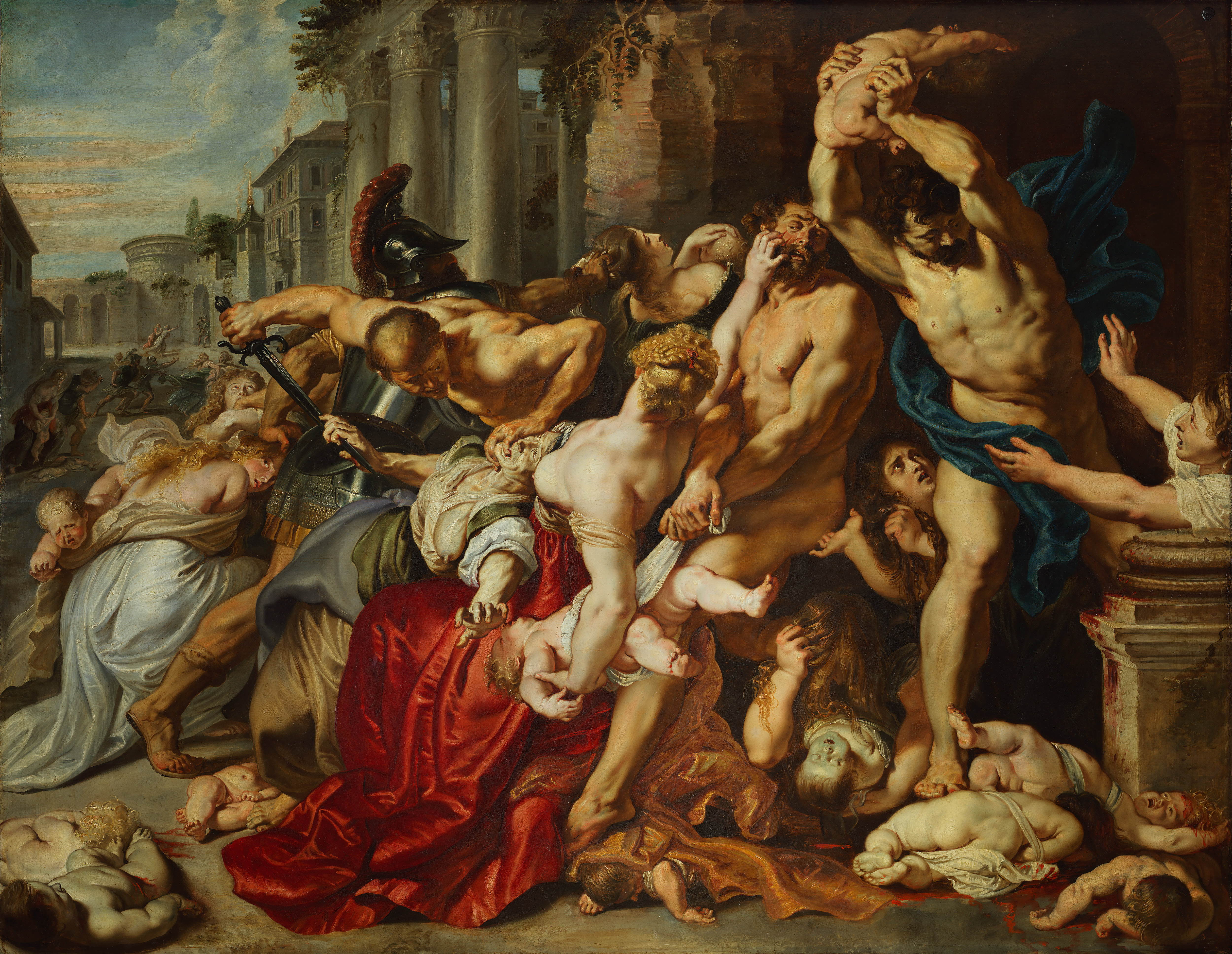
Rubens, Massacre of the Innocents, 1610–11, Toronto
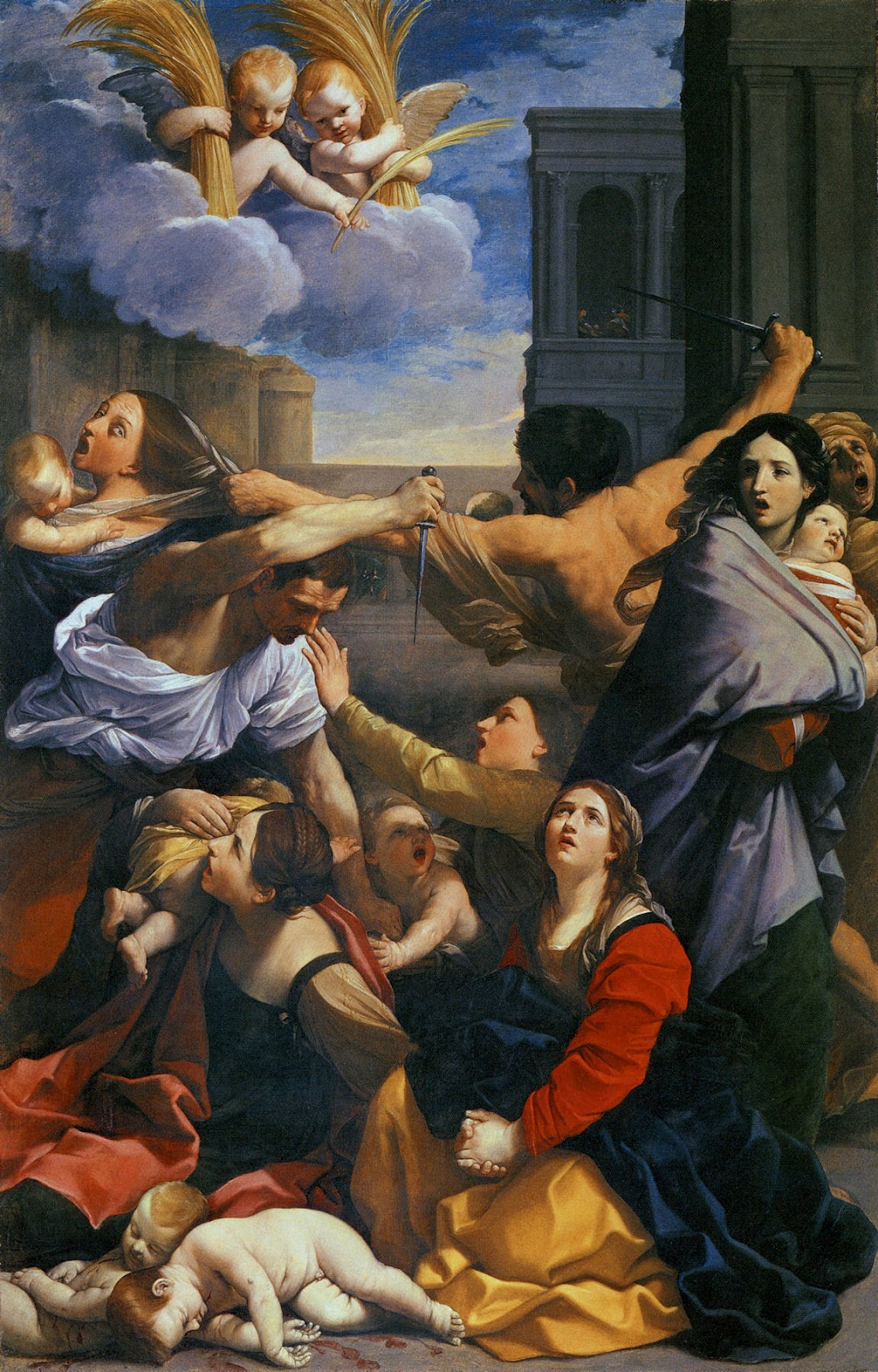
Guido Reni, Massacre of the Innocents
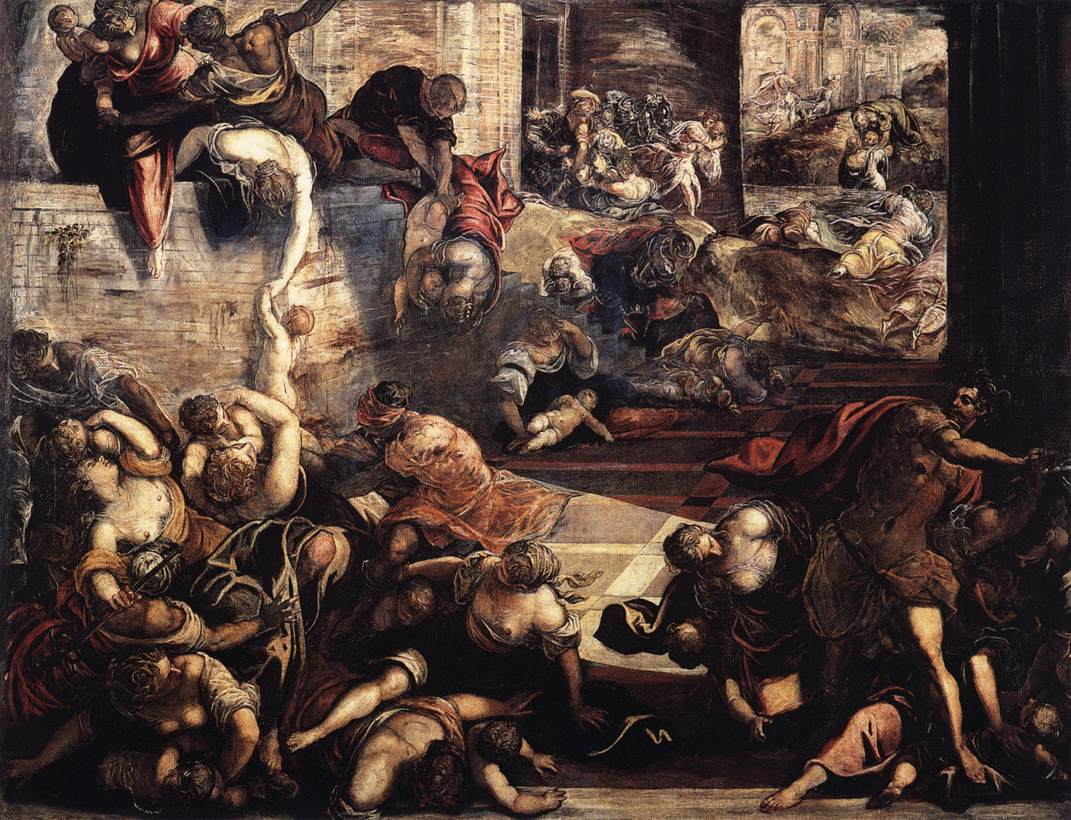
Jacopo Tintoretto, Massacre of the Innocents
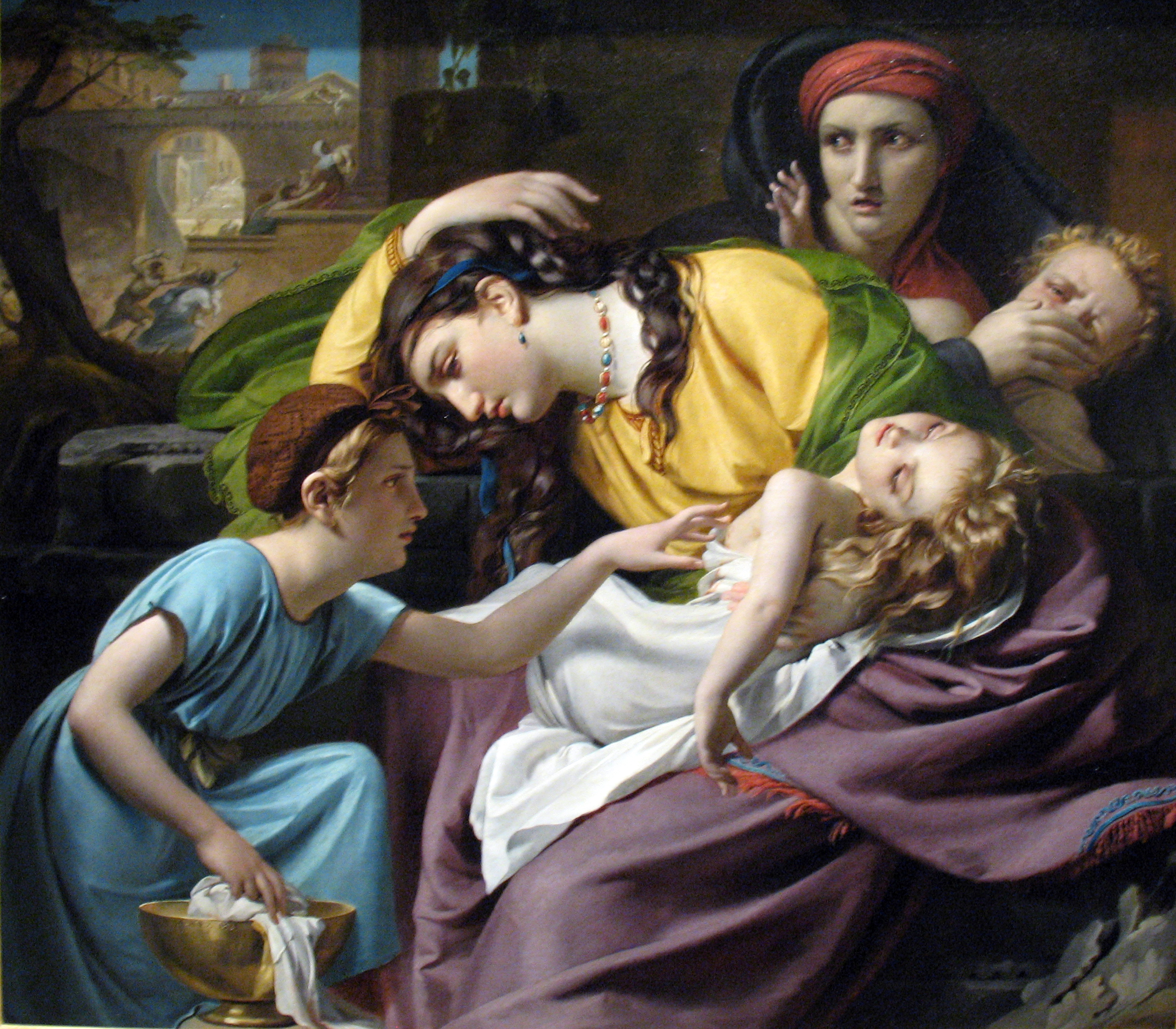
François-Joseph Navez, The massacre of the innocents, 1824
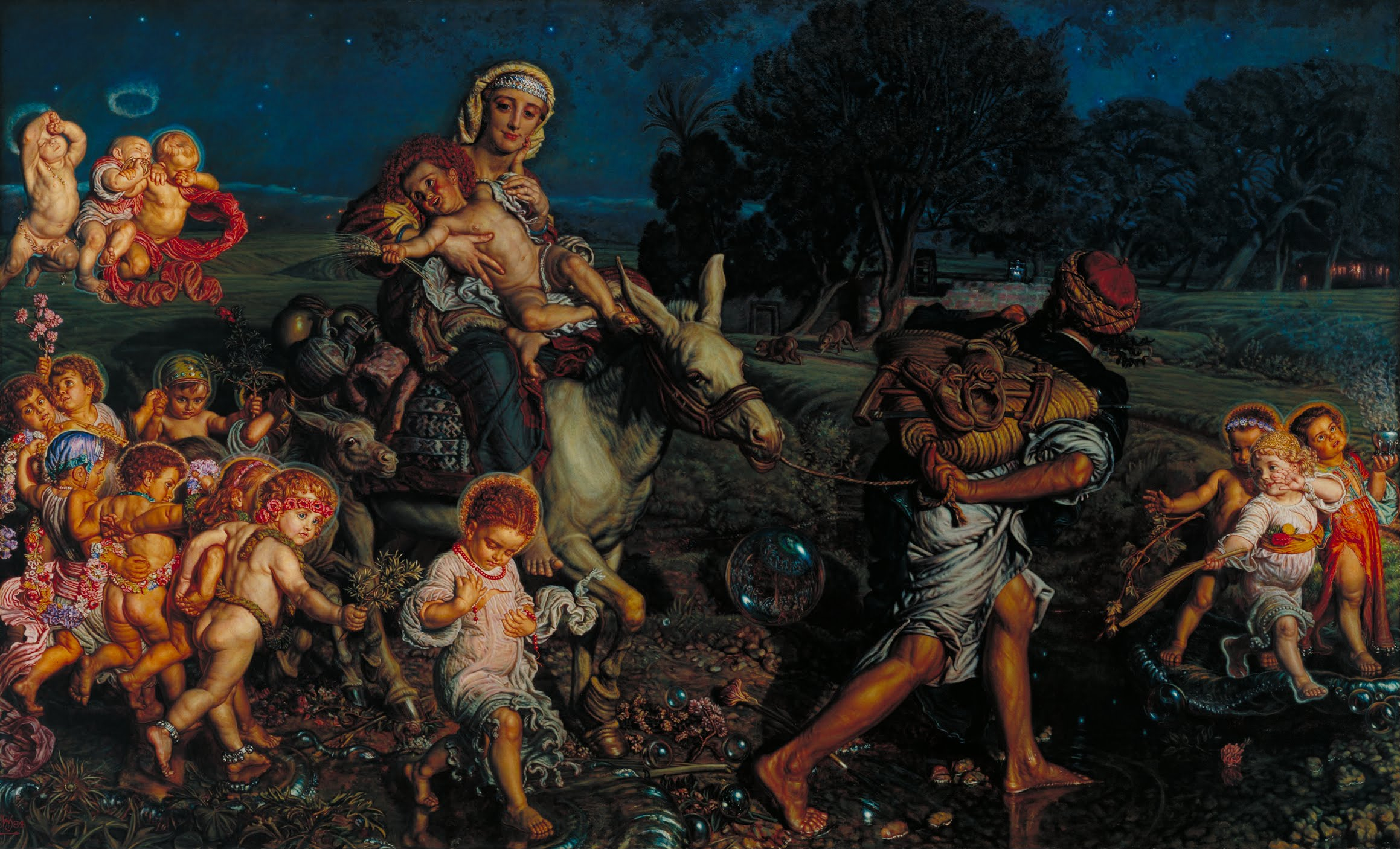
Triumph of the Innocents by William Holman Hunt
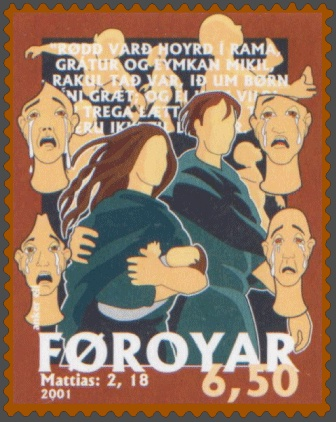
El grito de Ramah, sello de 2001 de las Islas Feroe